# سازمان دانشجویان پیشگام
سازمان دانشجویان پیشگام یک سازمان سیاسی متشکل از دانشجویان بود که در دانشگاه‌های ایران فعالیت می‌کرد. این سازمان از سازمان چریک‌های فدایی خلق ایران حمایت می‌کرد و مواضع آن را در دانشگاه نمایندگی می‌کرد و میان اعضای این دو سازمان همپوشانی وجود داشت. سازمان دانشجویان پیشگام در پاییز ۱۳۵۷ تأسیس شد و تا زمان تعطیلی دانشگاه‌ها در جریان انقلاب فرهنگی در اردیبهشت ۱۳۵۹ به فعالیت خود ادامه داد. دفتر مرکزی سازمان دانشجویان پیشگام در یکی از ساختمان‌های اداری دانشگاه تهران واقع در در ضلع شرقی خیابان ۱۶ آذر قرار داشت، اما این سازمان در دانشگاه‌های استان‌های مختلف اعضای بسیاری داشت که با همین نام به فعالیت می‌پرداختند. مسئولیت تأسیس و سپس مدیریت دفتر مرکزی این تشکل را مهدی فتاپور بر عهده داشت.

## تاریخچه
در سال ۱۳۵۱ گروهی از دانشجویان هوادار سازمان چریک‌های فدایی خلق ایران که در دانشگاه‌ها فعالیت می‌کردند برای وحدت‌بخشی به فعالیت‌هایشان اقدام به انتشار اطلاعیه‌های خود با یک امضای واحد کردند و نام دانشجویان مبارز را انتخاب کردند. نخستین بار این نام در دانشکدۀ فنی دانشگاه تهران اجرا شد و سپس توسط دانشجویان هوادار سازمان چریک‌های فدایی خلق در دیگر دانشکده‌ها نیز به کار گرفته شد. دانشجویان مبارز یک سازمان نبود، بلکه تنها عنوانی برای وحدت‌بخشی بود که موضع واحدی را نشان نمی‌داد و بیانیه‌هایی که با این امضا منتشر می‌شد مواضع مختلفی داشتند.
در سال‌های ۱۳۵۱-۱۳۵۲ مهدی فتاپور تحت نظارت و مسئولیت حمید اشرف به عنوان مسئول فعالیت‌های دانشجویی با هدف تأسیس شاخۀ سیاسی سازمان چریک‌های فدایی خلق ایران انتخاب شد. با این وجود این امر متحقق نشد و فتاپور در سال ۱۳۵۲ دستگیر شد و فعالیت علنی دانشجویی به دلیل سرکوب و خفقان حکومت محمدرضا شاه امکانپذیر نشد. اگرچه در دهه‌های ۱۳۴۰ و ۱۳۵۰ فعالیت سازمان چریک‌های فدایی خلق ایران در سطح دانشگاه‌ها به تبلیغات، پخش اعلامیه و عضوگیری از فعالان دانشجو محدود بود، اما این سازمان به همراه سازمان مجاهدین خلق ایران محبوبیت بالایی در میان دانشجویان داشتند.
از سال ۱۳۵۶ با تعدیل فضای سیاسی ایران و اقداماتی مانند تغییر نخست وزیر و آزادی زندانیان سیاسی، فضای دانشگاه‌ها نیز بازتر شد و دانشجویان توانستند تا حدودی به ابراز عقیده بپردازند. در این سال‌ها گروه‌های هوادار احزاب و سازمان‌های مختلف به دانشگاه‌ها بازگشتند. با اوج‌گیری اعتراضات مردمی در سال ۱۳۵۷ فعالیت‌های دانشجویی نیز اوج گرفت و فعالیت‌های دانشجویان هوادار سازمان چریک‌های فدایی خلق ایران نیز افزایش یافت و این سازمان به ویژه در نیمۀ دوم سال ۱۳۵۷ در میان دانشجویان به محبوبیت بالایی رسیده‌بود. در تابستان ۱۳۵۷ جمعی از اعضای سازمان چریک‌های فدایی خلق ایران که دانشجو یا دانش‌آموخته بودند به این نتیجه رسیدند که توان سرکوب حکومت شاه کاهش یافته و در شرایط جدید امکان تشکیل یک سازمان علنی سیاسی دانشجویی مهیا شده‌است. این مسئله در سطح رهبری سازمان مطرح نشد، اما مهدی فتاپور به گفتۀ خود این ایده را در جلسۀ مشترک هیأت اجرایی و شورای سیاسی مطرح کرد و مجید عبدالرحیم‌پور و رضا غبرایی نسبت به آن برخورد مثبتی داشتند. پس از آغاز کار تأسیس سازمان مسئله به صورت غیررسمی با فرخ نگهدار و علیرضا اکبری نیز در میان گذاشته می‌شود و آن‌ها نیز از این اقدام استقبال می‌کنند.
فتاپور برای تأسیس سازمان دانشجویان پیشگام با تعدادی از رهبران فعالیت‌های دانشجویی دانشجویی ازجمله علی سلیمی (دانشگاه پلی تکنیک)، اصغر سلیمی (دانشکدۀ کشاورزی)، تقی قانع خشکبیجاری (دانشسرای عالی)، محمدرضا صاحب‌نسق (دانشکده فنی) ارتباط می‌گیرد و مریم سطوت نیز به عنوان دیگر عضو سازمان با حمید چشم‌براه و آذر از دانشکدۀ اقتصاد ارتباط می‌گیرند. نخستین جلسه‌ها برای تأسیس یک سازمان دانشجویی علنی هوادار سازمان چریک‌های فدایی خلق ایران با شرکت این افراد از ۵ دانشکده به‌اضافۀ نمایندگان دانشکده‌های علم و صنعت و دانشگاه صنعتی برگزار شد.
برخی از بنیانگذاران این سازمان مانند مهدی فتاپور قصد داشتند از همان نام دانشجویان مبارز برای سازمان جدید استفاده کنند. اما از آنجا که این عنوان در طی سال‌ها توسط گرایش‌های دیگر همچون منشعبین سازمان متأثر از تورج حیدری بیگوند که با مشی مسلحانه مخالف بودند و دانشجویان متمایل به خط ۳ نیز مورد استفاده قرار می‌گرفت،‌ تصمیم به انتخاب نام دیگری گرفته‌شد. از میان نام‌های متعددی که برای این سازمان پیشنهاد شد در نهایت نام دانشجویان پیشگام انتخاب شد.

## فعالیت‌ها
از آنجا که سازمان چریک‌های فدایی خلق ایران فعالیت مخفی داشت، تأسیس سازمان دانشجویان پیشگام به عنوان یک شاخۀ علنی دانشجویی امکانات بسیاری در اختیار این جریان قرار می‌داد. دانشجویان پیشگام نمایشگاه‌ها و جلسه‌های مختلفی برگزار می‌کردند و امکان برگزاری تجمعات را فراهم می‌کردند که در آن‌ها علاوه بر دانشجویان، هواداران غیردانشجو، کارگران و مردم عادی نیز حضور پیدا می‌کردند. به گفتۀ مهدی فتاپور در ماه‌های منتهی به انقلاب بهمن ۱۳۵۷ این دانشجویان پیشگام بودند که نیروی عملی سازمان چریک‌های فدایی خلق را تشکیل می‌دادند و بخش عمدۀ فعالیت‌های سیاسی و تبلیغی سازمان توسط دانشجویان پیشگام انجام می‌شده‌است.
سازمان دانشجویان پیشگام در رابطه با مسائل مهم سیاسی موضع می‌گرفت. در رابطه با درگیری‌های ترکمن‌صحرا و کردستان دانشجویان پیشگام همراستا با مواضع سازمان چریک‌های فدایی خلق ایران از طریق چاپ و توزیع عکس، پوستر، بیانیه و برگزاری تجمع از نیروهای چپ و مردم دفاع کردند و خواسته‌های گروه‌های سیاسی و مردم کُرد و ترکمن را در جامعه انعکاس می‌دادند.
دانشجویان پیشگام کتاب‌ها و جزواتی را با موضوعات سیاسی تبلیغی و تئوریک تهیه می‌کرد که از طریق واحد انتشارات این سازمان در سراسر ایران چاپ و منتشر می‌شد.

## ساختار رهبری
رهبری سازمان دانشجویان پیشگام در ابتدا غیرمتمرکز بود. در ابتدا دانشکده‌ها دارای اختیار عمل بودند و رهبری رسمی مشخصی بر فعالیت‌های آنان نظارت نمی‌کرد. این شکل از فعالیت در ماه‌های منتهی به انقلاب بهمن ۱۳۵۷ با شرایط آن زمان سازگاری داشت. با این وجود پس از انقلاب جلسه‌های مشترکی میان نمایندگان دانشکده‌ها برگزار شد. این جلسه‌ها در ابتدا برای هماهنگی فعالیت‌ها برگزار می‌شد، اما در این جلسه‌ها تصمیم گرفته‌شد که این سازمان دارای یک دفتر مرکزی باشد. تشکیل دفتر مرکزی سازمان دانشجویان پیشگام سبب به وجود آمدن رهبری متمرکز شد.
علاوه بر دفتر مرکزی که در تهران قرار داشت، در مدت کوتاهی در همۀ شهرهایی که دانشگاه داشتند دفاتر دانشجویان پیشگام تأسیس شد که بر اساس تجربه و الگوی پیشگام تران فعالیت می‌کردند. با این وجود فعالیت آن‌ها مستقل از دفتر تهران و در ارتباط با تشکیلات سازمان چریک‌های فدایی خلق ایران در همان استان بود. به گفتۀ مهدی فتاپور رابطۀ میان دانشجویان پیشگام در استان‌ها با دفتر مرکزی در تهران در حد «انتقال تجربه و رد و بدل اعلامیه و نشریات» بود، اما سوگیری ایدئولوژیک و سیاسی واحدی وجود داشته‌است.
سازمان دانشجویان پیشگام در قبال همۀ مسائل سیاسی بااهمیت جامعه موضع‌گیری می‌کرد و از آنجا که شکل این سازمان غیرمتمرکز بود در برخی موارد میان موضع پیشگام با رهبری سازمان چریک‌های فدایی خلق ایران تناقض وجود داشت و به همین دلیل گاه تنش‌هایی در رابطۀ رهبری و پیشگام به وجود می‌آمد. مهدی فتاپور می‌گوید در جلسه‌ای در اواسط ۱۳۵۸ که در آن او به همراه مجید عبدالرحیم‌پور، علی توسلی، اصغر سلطان‌آبادی و رحیم اسداللهی از تشکیلات تهران و مریم سطوت و رضی‌الدین تابان از دانشجویان پیشگام حضور داشته‌است حتی پیشنهاد شده که دانشجویان پیشگام به عنوان یک سازمان منحل شده و کادرهای آن به صورت یک کمیسیون در تشکیلات سازمان سازماندهی شوند و از نام پیشگام تنها در بیانیه‌ها استفاده شود. اگرچه این تصمیم مورد مخالفت مسئولان دانشجویان پیشگام قرار می‌گیرد، اما در نهایت تصمیم گرفته‌شد که دفاتر محلی سازمان دانشجویان پیشگام با دفتر مرکزی قطع رابطه کرده و تحت رهبری کمیته‌های ایالتی سازمان چریک‌های فدایی خلق ایران دربیایند و در تهران نیز مسئولان دانشجویان پیشگام در تشکیلات سازمان چریک‌های فدایی خلق ایران سازماندهی شوند. این تصمیم کنترل سازمان را بر پیشگام افزایش می‌داد، اما به گفتۀ مهدی فتاپور از آنجا که کادرهای دو مجموعه به لحاظ تجربه و توان سیاسی تفاوت زیادی با هم نداشتند ضربۀ مهمی به سازمان دانشجویان پیشگام وارد نشد.

## مسئولان
مسئولیت تأسیس سازمان دانشجویان پیشگام را مهدی فتاپور بر عهده داشت. پس از انقلاب و با تأسیس دفتر مرکزی رضی‌الدین تابان و علی سلیمی ادارۀ این دفتر را بر عهده داشتند.

## مشارکت زنان
به گفتۀ مهدی فتاپور حدود نیمی از فعالان دانشجویان پیشگام را زنان دانشجو تشکیل میداده‌اند، اما در دفتر مرکزی و مسئولان ایالتی تعداد زنان محدود بود و در سطح مسئولان دانشکده‌ها نیز زنان کمتر از ۳۰ درصد مسئولیت‌ها را در دست داشته‌اند.

## انتخابات نمایندگان دانشجویی
پس از انقلاب در بسیاری از دانشکده‌ها انتخاباتی برای مشخص شدن نمایندگان دانشجویان در انجمن‌های نمایندگان دانشجویان برگزار شد. این انجمن‌ها در ادارۀ دانشگاه‌ها سهیم شده و نظرات نمایندگان دانشجویان را به اساتید و مسئولان دانشگاه‌ها می‌رساندند. در انتخاباتی که برای انتخاب نمایندگان دانشجویان برگزار شد، سازمان دانشجویان پیشگام با اخذ ۳۰ تا ۳۵ درصد از آراء بیشترین آرای دانشجویان را به خود اختصاص دادند. در رتبۀ بعدی انجمن دانشجویان مسلمان (هوادار سازمان مجاهدین خلق ایران) بود که تقریباً با دانشجویان پیشگام برابری می‌کرد و پس از آن انجمن‌های اسلامی دانشجویان (هوادار حزب جمهوری اسلامی) با آرایی به مراتب کمتر قرار داشت. دانشجویان مبارز (هوادار خط ۳) و دانشجویان دمکرات (هوادار حزب توده ایران) نیز با آرایی کمتر در رتبه‌های بعدی قرار داشتند.

## رابطه با دیگر تشکل‌های دانشجویی
در سال‌های ابتدای انقلاب با روی کار آمدن حکومت اسلامی انجمن‌های اسلامی دانشجویان که از حکومت جدید و حزب جمهوری اسلامی هواداری می‌کردند نمایندۀ تفکر حکومت به شمار می‌آمد. سه سازمان دانشجویی پیشگام، مبارز و دانشجویان مسلمان علیه حکومت جدیدالتأسیس اسلامی و تشکل انجمن‌های اسلامی موضع‌گیری می‌کردند، اما دانشجویان دموکرات از حکومت جدید هواداری می‌کرد. دانشجویان پیشگام با انجمن دانشجویان مسلمان که از سازمان مجاهدین خلق ایران هواداری می‌کرد رابطۀ دوستانه و نزدیکی داشت. اما میان پیشگام و دانشجویان مبارز که هوادار خط ۳ بودند و اغلب علیه انجمن‌های اسلامی موضع رادیکال‌تری داشتند رقابت وجود داشت و پیشگام دانشجویان مبارز را ماجراجو و تحلیل‌های آن‌ها را ذهنی می‌دانست. میان پیشگام و دانشجویان دموکرات رابطۀ غیردوستانه‌ای وجود داشت، اما رابطۀ فعالان این دو سازمان بعداً و با انشعاب دو طیف اقلیت و اکثریت در سال ۱۳۵۹ نزدیک شد و طیف اکثریت روابط نزدیکی با حزب تودۀ ایران پیدا کرد.

## نشریات
سازمان دانشجویان پیشگام نشریه‌ای را با نام نبرد دانشجو منتشر می‌کرد. قبل از انتشار نبرد دانشجو نشریۀ دیگری برای دانش‌آموزان با نام پیام دانش‌آموز منتشر می‌شد. هیئت تحریریۀ این دو نشریه یکسان بود و فواد تابان، فریدون احمدی، حبیب پرزین، عباس سلیمی، مظفر بنی‌هاشمی، علی کامیابی از جمله اعضای آن بودند. اطلاعیه‌ها و اعلامیه‌های دانشجویان پیشگام نیز توسط همین تحریریه تهیه می‌شد. از آنجا که مطالب این نشریه به نشریۀ کار ارگان سازمان چریک‌های فدایی خلق ایران شباهت داشت و تحریریۀ کار که گسترده‌تر از تحریریۀ نبرد دانشجو بود همان مطالب را به صورت مطلوب‌تر و حرفه‌ای‌تری منتشر می‌کرد، لذا تصمیم بر قطع انتشار نبرد دانشجو گرفته شد و انتشار این نشریه پس از چند شماره متوقف شد و از آن پس مواضع دانشجویان پیشگان تنها از طریق بیانیه‌ها و اطلاعیه‌ها انتشار یافت.

## انقلاب فرهنگی
انقلاب فرهنگی طی سال‌های ۱۳۵۹ تا ۱۳۶۲ خورشیدی اتفاق افتاد و گروه‌های سیاسی دانشجویی امکان فعالیت خود را از دست دادند. در اواخر فروردین ۱۳۵۹ شورای انقلاب اسلامی، با تأیید روح‌الله خمینی، به گروه‌های سیاسی فعال در دانشگاه‌ها اولتیماتوم داد تا ظرف سه روز دفاتر خود را در دانشگاه‌های ایران تخلیه کنند. پس از آن ابوالحسن بنی‌صدر رئیس جمهور وقت و به دنبال آن میان نیروهای وابسته به حکومت و گروه‌های مخالف در دانشگاه‌ها درگیری و خشونت گسترده‌ای درگرفت. به گفتۀ مهدی فتاپور انجمن دانشجویان مسلمان هوادار مجاهدین خلق تصمیم به تحویل دفتر خود گرفت و ضمن هشدار نسبت به خطرناک بودن اوضاع از دانشجویان پیشگام نیز خواست دفتر خود را تحویل دهد. مهدی فتاپور می‌گوید دانشجویان پیشگام قصد نداشتند دفتر خود در دانشگاه تهران را تحویل دهند. با این وجود در روزهای منتهی به حمله حکومت تبلیغات وسیعی علیه دانشجویان انجام داد و در محلات نیروهای زیادی را برای حمله به دانشگاه بسیج کرد. شب قبل از حمله مهدی فتاپور و فرخ نگهدار توسط بنی‌صدر به دفتر ریاست جمهوری فراخوانده می‌شوند و در آنجا بنی‌صدر به آن‌ها هشدار می‌دهد که این اقدام قرار نیست با تخلیۀ‌ دفاتر خاتمه بیابد و عاملان آن قصد دارند پس از آن به تصفیۀ اساتید و دانشجویان و اجرای برنامه‌ای برای اسلامی کردن دانشگاه‌ها بپردازند. در آنجا بنی‌صدر قول می‌دهد که علیه این طرح موضع بگیرد و مانع آن شود و نمایندگان دانشجویان پیشگام نیز دفتر خود را تحویل دهند. فتاپور سپس با تشکل‌های هوادار سازمان‌های پیکار و راه کارگر تماس می‌گیرد و جلسه‌ای را با نمایندگان این دو سازمان به ترتیب حسین روحانی و اصغر ایزدی ترتیب می‌دهد تا به گفتۀ خودش آن‌ها را تشویق به تحویل دادن دفاتر بکند. در این جلسه حسین روحانی نمایندۀ سازمان پیکار به شدت با تحویل دادن دفتر مخالفت می‌کند و می‌گوید این روز به ۱۳ آبان جمهوری اسلامی تبدیل خواهد شد و همانند آن روز یک جنبش اجتماعی را برای سرنگونی حکومت اسلامی به وجود خواهد آورد و حتی اگر احتمال کشته‌شدن دانشجویان وجود داشته‌باشد در مسیر انقلاب نباید از کشته‌شدن ترسید. مهدی فتاپور و رضی‌الدین تابان روز بعد در محل هیئت دولت با حبیبی نمایندۀ‌ دولت دیدار می‌کند و او قول بنی‌صدر مبنی بر عقب‌نشینی دولت از اجرای طرح را تکرار می‌کند؛ با این وجود تا عصر آن روز دولت موضعی نمی‌گیرد و از سوی دیگر در شرایطی که رضی‌الدین تابان برای تخلیه به دانشگاه تهران رفته و حتی برخی از دانشجویان مبارز نیز تصمیم به تخلیه می‌گیرند، اما کمیته‌هایی که دانشگاه را محاصره کرده‌بودند اعلام می‌کنند که دانشجویان باید یکی یکی از دانشگاه بیرون رفته و تفتیش بدنی بشوند. این وضعیت منجر به بالا گرفتن درگیری میان طرفین تا پاسی از نیمه‌شب شد. در این زمان فرخ نگهدار به همراه مسعود رجوی به دفتر بنی‌صدر رفته و تلاش می‌کنند تا نظر مثبت مقامات بالاتر را برای خروج دانشجویان تحت محاصره در دانشگاه جلب کنند. با این وجود تعداد زیادی از دانشجویان در تهران زخمی شده و در دانشگاه‌های گیلان و جُندی شاپور اهواز نیز چند دانشجو کشته می‌شوند. متعاقب این تهاجم مناظره‌ای تلویزیونی دربارۀ انقلاب فرهنگی و حمله به دانشگاه برگزار شد که در آن حشمت‌الله طبرزدی نمایندۀ انجمن‌های اسلامی و طرفداران انقلاب فرهنگی و فواد تابان نمایندۀ دانشجویان پیشگام و مخالف انقلاب فرهنگی بودند و اگرچه طبرزدی وجود هرگونه طرحی مبنی بر تصفیۀ دانشگاه را تکذیب کرد، اما در مدت کوتاهی نه تنها دانشجویان و اساتید، بلکه حتی کارکنان دگراندیش دانشگاه‌ها نیز تصفیه شدند. اگرچه آمار مشخصی دربارۀ دانشجویان تصفیه‌شدۀ عضو سازمان دانشجویان پیشگام وجود ندارد،‌ اما تقریباً تمامی دانشجویان شناخته‌شدۀ عضو سازمان‌های دانشجویی مخالف حکومت اسلامی تصفیه شدند که بسیاری از آنان در جریان درگیری‌های دهۀ ۱۳۶۰ دستگیر و زندانی شدند و یا به ناچار ایران را ترک کردند و برخی نیز در جریان اعدام‌های آن دهه اعدام شدند.
پس از این رخداد دانشجویان پیشگام بدون اعلام انحلال رسمی امکان فعالیت خود را از دست داد. از آن پس به جز انجمن‌های اسلامی دانشجویان وابسته به دفتر تحکیم وحدت که مهدی فتاپور از آن‌ها به عنوان «پلیس سیاسی دانشگاه‌ها» یاد می‌کند، هیچ تشکل و سازمان دانشجویی دیگری حق فعالیت سیاسی در دانشگاه‌ها را نداشت،‌ هرچند در نیمۀ‌ دهۀ ۱۳۷۰ تغییراتی در این وضعیت به وجود آمد.

## سازمان جوانان پیشگام
پس از انقلاب فرهنگی دیگر امکان تداوم فعالیت سازمان دانشجویان پیشگام در دانشگاه‌ها وجود نداشت. جمعی از فعالان این سازمان با تأسیس سازمان جوانان پیشگام فعالیت خود را در خارج از دانشگاه ادامه دادند که تا سال ۱۳۶۲ تداوم داشت.